# Syntax
Unter Syntax (altgriechisch σύνταξις syntaxis, von σύν syn ‚zusammen‘ und τάξις taxis ‚Ordnung, Reihenfolge‘) versteht man allgemein ein Regelsystem zur Kombination elementarer Zeichen zu zusammengesetzten Zeichen in natürlichen oder künstlichen Zeichensystemen. Die Zusammenfügungsregeln der Syntax stehen hierbei den Interpretationsregeln der Semantik gegenüber. Der Ausdruck Syntax wird für natürliche und formale Sprachen verwendet.
Die Syntax natürlicher Sprachen (auch Satzlehre oder Satzbau) ist ein Teilgebiet der Grammatik innerhalb der Linguistik. Die Syntax wird hier in der Regel von der Morphologie unterschieden, die den inneren Aufbau der Wörter behandelt, die Übergänge zwischen beiden Bereichen können aber fließend sein. Die Syntax behandelt Sätze nicht nur als eine Aneinanderreihung von Wörtern, sondern arbeitet eine zugrundeliegende Satzstruktur heraus, die neben der Reihenfolge auch die Einbettung und Hierarchie von Satzteilen (Konstituenten) und die Verwaltung von grammatischen Merkmalen umfasst. Eine Annäherung an die Satzstruktur kann mit der Blickrichtung des Zusammensetzens von Wörtern zu größeren Einheiten erfolgen oder, umgekehrt, der Zerlegung größerer Einheiten in ihre Bestandteile.
Die Syntax formaler Sprachen ist ein Teilgebiet der Logik, Mathematik und Informatik. Die formale Syntax befasst sich mit Strukturen wie etwa Kalkülen in der Logik, mathematischen Notationen oder Programmiersprachen. Unter der formalen Syntax versteht man ein System von Regeln, nach denen wohlgeformte („syntaktisch korrekte“) Ausdrücke, Formeln, Programmtexte oder andere Texte aus einem grundlegenden Zeichenvorrat gebildet werden.

## Syntax natürlicher Sprachen
In der Sprachwissenschaft ist die Syntax die Lehre vom Satzbau. Genauer gesagt, befasst sich die Syntax mit der Analyse von sprachlichen Strukturen oberhalb des Wortes, also Satzglieder und Sätze. Ziel der Syntax ist es, die Gesetzmäßigkeiten zu beschreiben, nach denen Wörter zu größeren Einheiten (Wortgefüge und Sätze) zusammengesetzt werden.

### Stellung der Syntax in der Sprachwissenschaft
Die Syntax ist ein Teilgebiet der Sprachwissenschaft (Linguistik), das sich mit der Struktur von Sätzen befasst. Andere Teilbereiche der Linguistik beschäftigen sich mit der Bedeutung von Wörtern und Sätzen (Semantik), mit der Analyse der internen Wortstruktur (Morphologie) und mit der Funktion von Lauten und den aus ihnen gebildeten größeren Lautsequenzen, Rhythmus- und Intonationseinheiten (Phonologie). Phonologie, Morphologie, Syntax und Semantik bilden die wichtigsten Teilbereiche der theoretischen Linguistik, im Unterschied zu Gebieten der angewandten Linguistik wie der Psycholinguistik, Computerlinguistik oder Soziolinguistik. Der Teilbereich, der sich mit sprachlichen Phänomenen oberhalb des Satzes befasst, nämlich den Texten, ist die Textlinguistik.
Für die Abgrenzung zwischen Morphologie und Syntax ist das Wort ein Schlüsselbegriff. Die Morphologie befasst sich mit dem Aufbau von Wortstrukturen bzw. der Zerlegung von Wörtern in minimale Sprachzeichen (Morpheme), wie z. B. in der Wortform befragst, die aus frag als Wortstamm, dem Präfix be und dem Flexionsaffix -st gebildet ist. In den meisten Modellen ist die Syntax erst für die Komplexitätsebenen von da an aufwärts zuständig, also die Kombination von Wörtern zu komplexeren Einheiten wie Phrasen, einfachen und komplexen Sätzen: die Kombination von Wörtern wie das, klein, Kind zu Phrasen oder Wortgefügen wie das kleine Kind, weiter zu einfachen Sätzen (Das kleine Kind weint) und komplexen Sätzen (Das kleine Kind weint, weil es Hunger hat). Syntaxmodelle nehmen oft die Wortform als eine Ganzheit, zu deren innerer Struktur syntaktische Regeln keinen Zugang haben; es gibt aber auch Modelle, die Wortteile als syntaktische Einheiten zulassen.
Die Abgrenzung zwischen den sprachwissenschaftlichen Teilbereichen Morphologie, Semantik und Syntax ist an einigen Stellen notgedrungen fließend: So befasst sich die Morphologie beispielsweise mit den Flexionsendungen für den Kasus (z. B. Nominativ vs. Akkusativ), während die Festlegung des Kasus von der Satzstellung und Satzbedeutung abhängt.

### Satzsyntax und Wortsyntax
Einige linguistische Ansätze weiten den Terminus Syntax von seiner Kernbedeutung als Satzsyntax auch auf morphologische Phänomene aus und sprechen im weiteren Sinne von einer „Wortsyntax“ oder „Wort-Syntax“. Speziell generative Ansätze, die kombinatorische Regeln in der Morphologie untersuchen, wie etwa Elizabeth Selkirk, sprechen von The Syntax of Words und verwenden analog zur Satzsyntax Baumdiagramme zur Darstellung von inneren Wortstrukturen.

### Syntax und Grammatik
In der Alltagssprache ist mit Grammatik oft nur Formenlehre und Satzbau gemeint, oder ein Lehrwerk, in dem die Regeln einer Sprache festgehalten sind. In der sprachwissenschaftlichen Fachsprache ist Grammatik weiter gefasst und bezieht sich auf das gesamte System des inneren Aufbaus sprachlicher Einheiten auf verschiedenen Ebenen (in Phonologie, Morphologie, Syntax und Semantik) sowie auch das Wissen der Sprecher um dieses System und die entsprechende wissenschaftliche Theorie. In jedem Fall ist die Syntax im Begriff der Grammatik enthalten. In der neueren Grammatiktheorie steht zudem die Syntaxtheorie stark im Vordergrund, traditionell ist es eher die Morphologie.

### Grundlegende Begriffe und Themen der Syntax
Die Syntax befasst sich mit dem Satzbau und damit auch mit den Konstituenten, die einen Satz ausmachen. Wichtige Themen für die Syntax sind unter anderem die Klassifikation von Wörtern nach Wortarten (Substantiv, Verb, Adjektiv etc.) und die Zerlegung von Sätzen in Konstituenten und weiter in Phrasen (Nominalphrase, Verbalphrase etc.). Auch die Funktionen, die einzelne Konstituenten im Satz einnehmen, sind im Fokus der Syntax, beispielsweise Subjekt, Prädikat, Objekt, Adverbial und Attribut.
Die Syntax hat verschiedene Tests etabliert, mit denen sie Bestandteile des Satzes segmentieren und klassifizieren kann: So können Konstituenten des Satzes z. B. dadurch identifiziert werden, dass sie vertauscht werden können (Permutationstest), als Einheit z. B. durch ein Pronomen ersetzt werden können (Substitutionstest) oder komplett weggelassen werden können (Eliminierungstest). Konstituenten können auch beispielsweise durch ein koordinierendes Element wie und miteinander koordiniert werden (Koordinationstest).
Auf Satzebene wird diskutiert, wie Sätze zu klassifizieren seien, etwa aufgrund ihrer Bedeutung in Satzarten wie Aussagesatz (Deklarativsatz) und Fragesatz (Interrogativsatz), Aufforderungssatz (Imperativsatz) oder Ausrufesatz (Exklamativsatz). Auch Nebensätze werden klassifiziert, entweder aufgrund ihrer Semantik (z. B. Kausalsatz, Temporalsatz) oder aufgrund ihres formalen Aufbaus (z. B. Relativsatz, Konjunktionalsatz).

### Theorien der Satzsyntax
In der allgemeinen Linguistik besteht eine Vielfalt und Konkurrenz von Syntaxmodellen, Theorien und Schulen. „Jedes der vorgestellten Modelle hat seine Stärken und Schwächen.“ Neben den Modellen der traditionellen Schulgrammatik zählen die folgenden zu den wichtigsten Syntaxtheorien:
- Die generative Grammatik beschreibt die Syntax natürlicher Sprachen anhand hypothetischer universeller, angeborener Formprinzipien. Wichtigster Vertreter der generativen Grammatik ist Noam Chomsky, auf den grundlegende Schriften wie Syntactic Structures, Lectures on Government and Binding sowie Minimalist Program zurückgehen.[12][13][14] Die Generative Grammatik hat eine Reihe von Modellen und Programmen hervorgebracht, darunter die Rektions- und Bindungstheorie, das Minimalistische Programm und Head-driven Phrase Structure Grammar nach Carl Pollard und Ivan Sag.[15][16]
- Die Funktionale Syntax oder Funktionale Grammatik beschreibt die Syntax natürlicher Sprachen auf der Basis ihres kommunikativen Zwecks. Wichtige Konzepte der Funktionalen Grammatik sind Thema-Rhema-Gliederung im Satz und Relationen zwischen Figur und Grund.[17]
- Die Optimalitätstheorie ist ein Modell der theoretischen Linguistik, das versucht, die grammatikalischen Realisierungen von Einzelsprachen anhand sprachspezifischer Rangfolgen von universellen Beschränkungen zu erklären. Ein Schwerpunkt der Optimalitätstheorie ist neben der Syntax auch die Phonologie natürlicher Sprachen.[18]
- Die Dependenzgrammatik beschreibt den Aufbau von Sätzen als hierarchische Strukturen mit Fokus auf den Abhängigkeitsbeziehungen zwischen den Wörtern des Satzes (Dependenzstruktur).[19]
- Das Stellungsfeldermodell ist ein Modell, das auf den deutschen Sprachwissenschaftler Erich Drach zurückgeht und mit dem in vielen Grammatiken der deutschen Sprache gearbeitet wird, darunter die Dudengrammatik.[20]

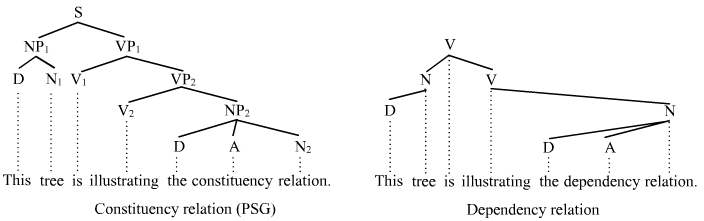
Strukturbaum der Phrasenstrukturgrammatik vs. Stemma in der Dependenzgrammatik

Die syntaktische Struktur eines natürlichsprachlichen Satzes wird in diesen Modellen verschieden dargestellt. Die Varianten der Phrasenstrukturgrammatik beispielsweise stellen sie in Form eines Strukturbaums dar, welcher die Teil-Ganzes-Beziehungen der Konstituenten des Satzes graphisch wiedergibt. Die Dependenzgrammatik stellt sie in Form eines Stemmas oder Baumdiagramms dar, welches die Abhängigkeiten zwischen den Wörtern wiedergibt.

## Syntax formaler Sprachen
Unter der Syntax einer formalen Sprache – wie etwa Kalküle in der Logik und Mathematik oder auch Programmiersprachen in der Informatik – versteht man ein System von Regeln, nach denen wohlgeformte („syntaktisch korrekte“) Ausdrücke, Formeln, Programmtexte oder andere Texte aus einem grundlegenden Zeichenvorrat (dem Alphabet) gebildet werden. Die Regeln können dabei die Form von Herleitungsregeln einer formalen Grammatik haben oder in natürlicher Sprache formuliert sein.
Geht es nur um die Wohlgeformtheit oder Korrektheit, kann von der inhaltlichen Bedeutung der Zeichen abgesehen werden. Soll aber eine Semantik auf den wohlgeformten Ausdrücken definiert werden, so geschieht das meist induktiv anhand derselben Regeln, durch die auch die Syntax definiert ist, sodass sich die Bedeutung eines komplexen Ausdrucks aus der Bedeutung seiner Bestandteile und der Regel für die Zusammensetzung ergibt (Frege-Prinzip). Beispielsweise spiegelt sich in der Sprachdefinition von Programmiersprachen die Priorität der Operatoren in der formalen Grammatik der Sprache wider, sodass nach deren syntaktischen Regeln ein Ausdruck wie {\displaystyle a+b*c} nur als Summe, nicht aber als Produkt gelesen werden kann. Für die bloße Wohlgeformtheit hätte das keine Rolle gespielt.
Die Programmiersprache Algol 60 wurde als erste mit einer formalen Syntax beschrieben, die in der Backus-Naur-Form (BNF; nach zwei der Autoren der Sprachdefinition benannt) abgefasst war. Seither haben sich für Programmiersprachen formale Syntaxbeschreibungen, nämlich mit Hilfe von verschiedenen Versionen und Erweiterungen der BNF oder von Syntaxdiagrammen allgemein durchgesetzt, nicht zuletzt deswegen, weil sich aus den formalen Regeln unter bestimmten Voraussetzungen Analyseprogramme (Parser) automatisch generieren lassen. Als Folge davon versteht man unter der Syntax einer Programmiersprache oft nur diese Regeln, nicht aber solche Syntaxregeln, die sich nicht durch kontextfreie Grammatiken ausdrücken lassen, wie etwa die Pflicht, vorkommende Namen zu deklarieren.
Bei der Auszeichnungssprache XML gibt es eine für alle Dokumente gültige Syntax, die je nach Anwendungsbereich durch zusätzliche Syntaxregeln weiter eingeschränkt wird. Die Übereinstimmung mit der allgemeinen Syntax wird „Wohlgeformtheit“, die darüber hinaus auch mit den zusätzlichen Regeln wird „Validität“ genannt (siehe Fachbegriffe von XML).